# A Flurry in Hats
A Flurry in Hats è un cortometraggio muto del 1914 diretto da Harry A. Pollard. Prodotto dalla American Film Manufacturing Company su un soggetto di J. Edward Hungerford, il film aveva come interpreti Margarita Fischer, lo stesso regista Pollard, Fred Gamble, Mary Scott, Jane Shafer.

## Trama
Hattie, vedendo la pubblicità di una vendita d'occasione di cappelli, chiede al marito Knox il denaro per le serve ma lui glielo rifiuta. Lei, allora, si lamenta con suo padre e Knox finisce per cedere. Tutta felice, mostra il nuovo cappello a sua madre che ne vuole subito uno uguale anche lei. Ma anche suo marito le rifiuta i soldi e Hattie decide di dare il cappello a sua madre. Knox, venendo a sapere quello che ha fatto la moglie, vuole indietro i soldi spesi e li chiede al suocero. Mamma Hood, pentita di avere accettato il cappello, vuole restituirlo alla figlia e ne affida il compito a Bridget, la cuoca. Intanto Hattie ha visto un altro annuncio, che promette "cappelli a credito" e ne compera subito uno. Lo stesso fa sua madre e poi pure la cuoca che vuole anche lei il suo cappello. Pentiti di avere rifiutato il cappello alle mogli, sia Knox che Hood ne comperano uno a testa pure loro. Tutti quanti si ritrovano a casa, ognuno con il suo cappello che scoprono essere uno uguale all'altro, anche quello della cuoca.

## Produzione
Il film fu prodotto dalla Beauty (American Film Manufacturing Company).

## Distribuzione
Distribuito dalla Mutual, il film - un cortometraggio in una bobina - uscì nelle sale statunitensi il 28 aprile 1914. Nello stesso anno, la American Co. distribuì il film nel Regno Unito.